# Genes de expresión rápida

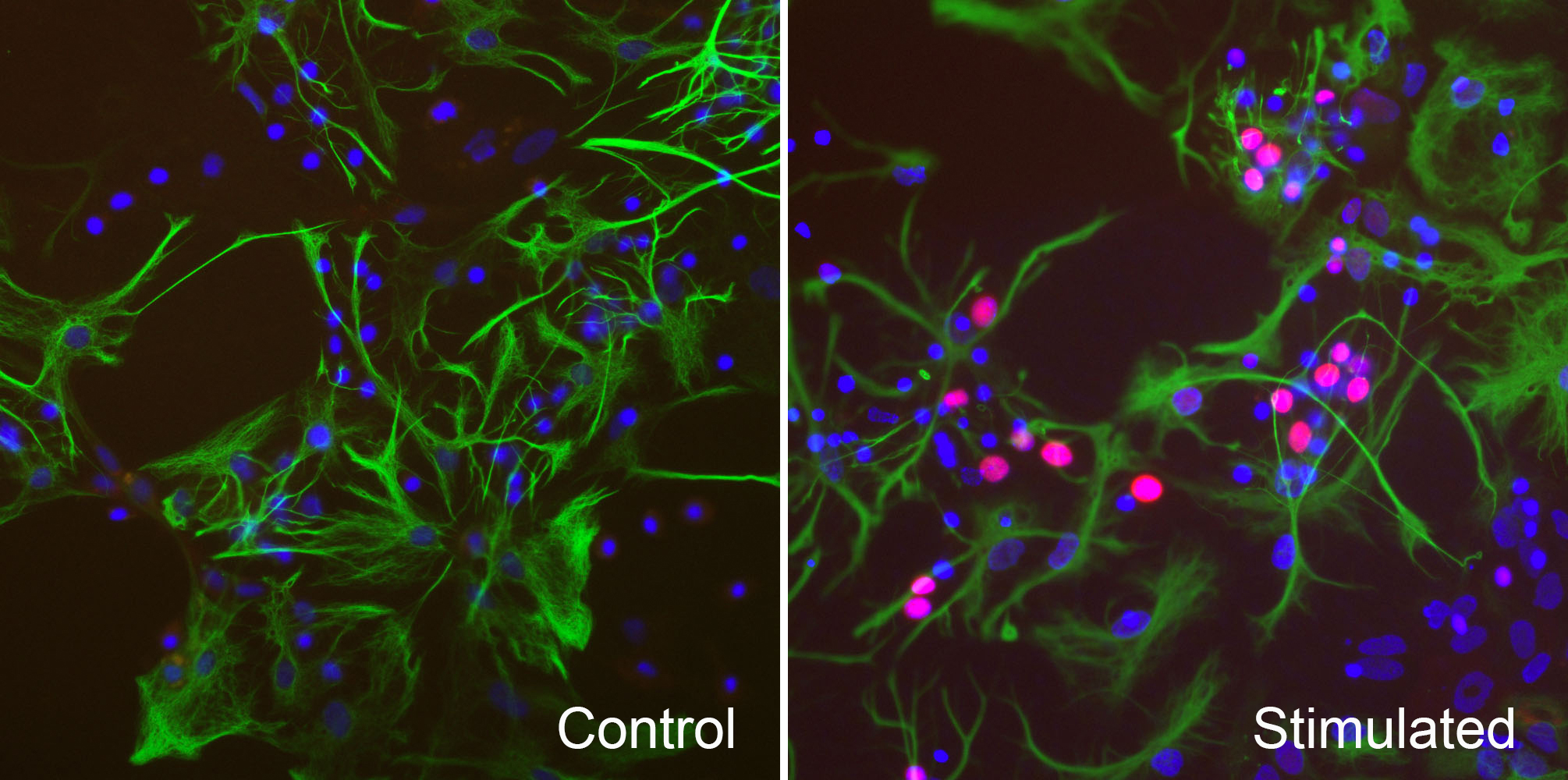
Se cultivaron cultivos neurales mixtos derivados de embriones de rata en condiciones normales (izquierda) o se trataron con potasio 55 mM durante 5 horas (derecha). A continuación, los cultivos se tiñeron con anticuerpos contra la proteína de filamento intermedio vimentina (verde), anticuerpos contra cFos (rojo) y con un tinte de unión al ADN (azul).

Los genes de expresión inmediata temprana o IEGs (de sus siglas en inglés "Immediate early gene") son genes activados transitoria y rápidamente como respuesta a una amplia variedad de estímulos celulares. Representan un mecanismo de respuesta permanente que es activada a nivel transcripcional como primera respuesta a un estímulo dado.
Se consideran inmediatos ya que la transcripción de estos genes no requiere de la síntesis de nuevas proteínas. Por ello, los IEGs son diferentes de los genes de "respuesta tardía", los cuales únicamente pueden ser activados a continuación de la síntesis de proteínas. 
A su vez se considera que son tempranos ya que son expresados en respuesta a un estímulo celular reciente.  
Hasta ahora se han identificado alrededor de 40 IEGs celulares. Los primeros en ser identificados y mejor caracterizados incluyen c-Fos, c-Myc y c-Jun, que son genes homólogos de oncogenes retrovirales. Por ello, los IEGs son bien conocidos como reguladores tempranos de señales de crecimiento y diferenciación celular. Sin embargo, otras investigaciones sugieren papeles adicionales a los IEGs en muchos otros procesos celulares.
Se considera que los IEGs pueden dividirse en factores de transcripción y  proteínas efectoras que pueden tener una papel directo en la maquinaría celular como proteínas  de secreción, proteínas de citoesqueleto y subunidades de receptores.
Algunos IEGs tales como zif268 y Arc parecen estar implicados en el aprendizaje y en la memoria, así como en la potenciación a largo plazo.